# Jury sans majorité
 (mai 2024).
La mise en forme du texte ne suit pas les recommandations de Wikipédia : il faut le « wikifier ».
Les points d'amélioration suivants sont les cas les plus fréquents. Le détail des points à revoir est peut-être précisé sur la page de discussion.
- Les titres sont pré-formatés par le logiciel. Ils ne sont ni en capitales, ni en gras.
- Le texte ne doit pas être écrit en capitales (les noms de famille non plus), ni en gras, ni en italique, ni en « petit »…
- Le gras n'est utilisé que pour surligner le titre de l'article dans l'introduction, une seule fois.
- L'italique est rarement utilisé : mots en langue étrangère, titres d'œuvres, noms de bateaux, etc.
- Les citations ne sont pas en italique mais en corps de texte normal. Elles sont entourées par des guillemets français : « et ».
- Les listes à puces sont à éviter, des paragraphes rédigés étant largement préférés. Les tableaux sont à réserver à la présentation de données structurées (résultats, etc.).
- Les appels de note de bas de page (petits chiffres en exposant, introduits par l'outil «  Source ») sont à placer entre la fin de phrase et le point final[comme ça].
- Les liens internes (vers d'autres articles de Wikipédia) sont à choisir avec parcimonie. Créez des liens vers des articles approfondissant le sujet. Les termes génériques sans rapport avec le sujet sont à éviter, ainsi que les répétitions de liens vers un même terme.
- Les liens externes sont à placer uniquement dans une section « Liens externes », à la fin de l'article. Ces liens sont à choisir avec parcimonie suivant les règles définies. Si un lien sert de source à l'article, son insertion dans le texte est à faire par les notes de bas de page.
- La présentation des références doit suivre les conventions bibliographiques. Il est recommandé d'utiliser les modèles {{Ouvrage}}, {{Chapitre}}, {{Article}}, {{Lien web}} et/ou {{Bibliographie}}. Le mode d'édition visuel peut mettre en forme automatiquement les références.
- Insérer une infobox (cadre d'informations à droite) n'est pas obligatoire pour parachever la mise en page.

Pour une aide détaillée, merci de consulter Aide:Wikification.
Si vous pensez que ces points ont été résolus, vous pouvez retirer ce bandeau et améliorer la mise en forme d'un autre article.
Un jury sans majorité ou jury suspendu, est une situation judiciaire ou le jury ne parvient pas à s'entendre sur un verdict après de longues délibérations et n'atteint pas l'unanimité ou la majorité qualifiée requise. Un jury sans majorité peut entraîner un nouveau procès de l'affaire.
Cette situation ne peut se produire que dans les systèmes juridiques de common law. Les systèmes de droit civil n'utilisent pas du tout de jury, ou prévoient que l'accusé soit immédiatement acquitté si la majorité ou la majorité qualifiée requise pour la condamnation n'est pas atteinte lors d'un vote unique et solennel.

## Australie
Les verdicts majoritaires (ou à majorité réputée) sont en vigueur en Australie-Méridionale, en Tasmanie, en Australie-Occidentale, dans le Territoire du Nord, à Victoria, en Nouvelle-Galles du Sud et dans le Queensland. Les tribunaux du Territoire de la capitale australienne et du Commonwealth exigent des verdicts unanimes dans les procès pénaux (mais pas civils).

## Canada
Au Canada, le jury doit parvenir à une décision unanime dans les affaires criminelles. Si le jury ne parvient pas à prendre une décision unanime, un jury sans majorité est déclaré. Un nouveau jury sera sélectionné pour le nouveau procès. Chaque jury des tribunaux pénaux comprend 12 jurés. Dans les affaires civiles, six personnes seulement sont nécessaires pour constituer un jury, et s'il n'y a qu'un seul dissident (c.-à-d. un vote de 5 contre 1), le dissident peut être ignoré et l'opinion majoritaire devient le verdict final.

## Nouvelle-Zélande
En Nouvelle-Zélande, le jury doit dans un premier temps tenter de parvenir à un verdict unanime. Si le jury ne parvient pas à un verdict unanime dans un délai raisonnable, en prenant compte de la nature et de la complexité de l'affaire (le délai ne peut pas être inférieur à 4h), le tribunal peut alors accepter un verdict majoritaire. Dans les affaires pénales, un vote de 11 contre un est nécessaire avec un jury complet. Dans les affaires civiles, un vote des trois quarts (75 %) est nécessaire (c'est-à-dire 9 contre 3 avec un jury complet).
Si le jury ne parvient pas à un verdict unanime ou au minimum majoritaire après un délai  de réflexion raisonnable, le juge qui préside peut déclarer un jury sans majorité. Un nouveau jury sera alors renouvelé et un nouveau procès aura lieu. Si le procès aboutit à nouveau à un jury sans majorité, l'affaire sera alors renvoyée au solliciteur général, qui prononcera dans la majorité des cas un arrêt de la procédure à moins qu'il n'y ait des raisons impérieuses de procéder à un troisième procès.

## Royaume-Uni

### Angleterre et Pays de Galles
En Angleterre et au Pays de Galles , une majorité de minimum 10 voix sur 12 est nécessaire afin qu'un verdict puisse être prononcé. S'il reste moins de jurés, les majorités autorisées sont 11-0;10-1 ; 10-0; 9-1 et 9-0. Le non-respect de cet objectif peut entraîner un nouveau procès ( R c. Bertrand, 1807).
Dans un premier temps, le jury devra tenter de parvenir à un verdict unanime. S'ils ne parviennent pas à un verdict unanime, le juge peut plus tard (après un temps minimum de deux heures.) autoriser un verdict à la majorité, bien que le jury doive continuer à essayer d'atteindre un verdict unanime si possible.
Lorsque les instructions concernant l'autorisation d'un verdict par majorité ont été données, le jury est appelé pour donner leur verdict, un protocole de questionnement minutieux est appliqué : lorsqu'il s'agit d'un verdict de culpabilité, on demande si tous les jurés étaient d'accord sur ce verdict, afin d'éviter qu'un acquittement ne soit prononcé. Entachée par la révélation que des jurés étaient dissidents. Le protocole est suivi séparément pour chacune des charges.

### Écosse
Il n'est pas possible d'avoir un jury sans majorité en Écosse dans les affaires criminelles. Les jurys sont composés de 15 membres et les verdicts sont prononcés à la majorité simple (huit) des membres initiaux. Si des jurés choisis se désistent pour cause de maladie ou pour toute autre raison valables, le procès peut se poursuivre si un minimum de 12 jurés, mais le soutien de huit jurés est nécessaire pour un verdict de culpabilité ; un acquittement sera prononcé s'il y a moins de huit voix pour la condamnation.
Dans le cas des affaires civiles, le jury est composé de 12 jurés. En cas de désistement, un minimum de 10 jurés est nécessaire pour que le procès ait lieu. Il est possible d'avoir un jury sans majorité en cas de partage égale des voix après trois heures de délibération.

## États-Unis
Aux États-Unis, les verdicts faits à la majorité ne sont pas autorisés dans les affaires pénales civiles. Un jury sans majorité aboutit donc à l'annulation du procès. L'affaire peut toutefois une révision juridique peut avoir lieu (États-Unis c. Perez, 1824).
La Louisiane, qui a été historiquement influencée par le système de droit civil français, et l'Oregon autorisaient des verdicts majoritaires de 10 contre 2. Dans l'affaire Ramos c. Louisiane de 2020, la Cour suprême des États-Unis a statué que la décision du jury doit être unanime pour condamner toute infraction pénale nécessitant la présence de celui ci.
Certaines juridictions autorisent le tribunal à donner au jury une soi-disant « charge Allen » qui invite les jurés dissidents à réexaminer leurs opinions, comme un ultime effort pour empêcher le jury d'être dans l'impasse et donc suspendu. Les Règles fédérales de procédure pénale stipulent : « Le verdict doit être unanime[...] S'il y a plusieurs accusés, le jury a la possibilité rendre un verdict à tout moment, concernant tout accusé, si tous les jurés sont en accord avec ce verdict. Si le jury ne peut pas s'entendre sur tous les chefs d'accusation au sujet des ou d'un accusé, le jury peut rendre un verdict sur les chefs d'accusation sur lesquels il s'est mis d'accord[...] Si le jury ne peut s'entendre sur un verdict concernant un ou plusieurs chefs d'accusation, le tribunal est capable déclarer l'annulation du procès. Un jury sans majorité n'implique ni la culpabilité ni l'innocence de l'accusé. Le gouvernement peut donc rejuger n'importe quel accusé sur tout chef d'accusation sur lequel le jury n'a pas pu s'entendre."
Dans les juridictions donnant aux personnes impliquées dans l'affaire le choix de la taille du jury (entre un jury de six et douze jurés par exemple), les avocats de la défense (que ce soit une affaire civile ou pénale ) optent souvent pour le plus grand nombre de jurés. Un axiome répendu dans les affaires pénales est qu'« il n'en faut qu'un pour être pendu », faisant référence au fait qu'un seul juré suffit à changer le verdict unanime.
Une proposition visant à résoudre les difficultés liées aux jurys sans majorité a été d'introduire des verdicts à majorité qualifiée pour permettre aux jurys de condamner les accusés sans l'unanimité du jury. Par conséquent, un jury de 12 membres qui a 11 jurés pour la condamnation et 1 juré contre, donnerait un verdict de culpabilité alors qu'il serait dans une impasse sans cette proposition. La justification des verdicts majoritaires inclut généralement des arguments liés aux soi-disant « jurés voyous », qui souhaitent entraver de volontairement le cours de la justice. Les opposants aux verdicts majoritaires soutiennent l'idée que cela diminue la confiance allouée aux citoyens dans le système judiciaire et conduit à ce qu'un plus grand nombre d'individus soient reconnus coupables de crimes qu'ils n'ont pas commis.
Dans les tribunaux militaires Américains, il n’y a pas de jurys sans majorité. Si le seuil de condamnation n’est pas atteint, le prévenu est acquitté. L'article 52 du Code uniforme de justice militaire (10 USC chapitre 47) précise le nombre minimum de membres d'une cour martiale qui sont requis pour rendre un verdict de culpabilité lors d'un procès. Dans une affaire ou la peine de mort peut être appliquée, un vote unanime de tous les membres du jury est requis pour condamner une accusation passible de la peine capitale.
Dans tous les autres cas, seule une majorité des trois quarts des voix est requise pour condamner. De plus, le Manuel des cours martiales exige uniquement un juge et un nombre spécifié de membres du comité pour les affaires non capitales (huit pour une cour martiale générale ou trois pour une cour martiale spéciale, en outre, aucun comité n'est assis pour une cour sommaire-martial). Dans les affaires capitales, un panel composé de 12 membres est requis.

### Jury sans majorité pour la peine capitale
Sur les 27 États américains où la peine de mort est encore appliquée, 25 exigent que la peine soit décidée par un jury.
Le Nebraska est le seul État dans lequel la peine est décidée par un collège de trois juges. Si le jury n'est pas unanime, le prévenu est condamné à la réclusion à perpétuité.
Le Montana est le seul État où le juge du procès décide à lui seul de la peine.
Dans tous les États où le jury décide de la peine de mort, seuls des jurés considéré comme "qualifié pour la peine de mort" peuvent être sélectionnés pour faire partie de ces jurys, permettant à la fois d'exclure les personnes qui voteront toujours pour la peine de mort et celles qui s'y opposent catégoriquement.
Cependant, ces États diffèrent sur ce qui se passe si la phase de pénalité aboutit à un jury sans majorité,, :
- Dans cinq États (Alabama, Arizona, Californie, Kentucky et Nevada), un renouvellement de la phase pénale du procès sera mené devant un jury différent (règle de common law en cas d'annulation du procès)[15].
- Dans deux États (Indiana et Missouri), c'est le juge qui décidera de la peine.
- Dans les autres États, un jury sans majorité entraîne la prison à vie, même si un seul juré s'est opposé à la mort. La loi fédérale prévoit également ce résultat.

Le premier résultat est appelé la règle de la « véritable unanimité », tandis que le troisième a été critiqué et désigné comme un  « veto d'un juré unique ».